# كندا وحرب فيتنام
أثرت حرب فيتنام تأثيرًا بالغًا في كندا، ورغم ذلك أثرت كندا والكنديون في الحرب كذلك.
لم تشارك الحكومة الكندية في الحرب بصفة رسمية، لكنها شاركت بقواتها في عمليات حفظ السلام في عام 1973 للمساعدة في تنفيذ اتفاقية باريس للسلام.
ساهمت بعض الجهات الخاصة الكندية كذلك بمجهوداتهم للحرب. فقد باعت الشركات الكندية معدات الحرب للولايات المتحدة. وإلى جانب ذلك تطوع 30,000 مواطن كندي بالانضمام إلى القوات الأمريكية المسلحة في فترة الحرب. قُتل 134 كندي على الأقل أو أُبلغ عن اختفاءه في فيتنام.
من ناحية أخرى هاجر عشرات الآلاف من الأمريكيين المعارضين للحرب (معظمهم من الطبقة الوسطى المتعلمة) إلى كندا تهربًا من التجنيد الإجباري. أثر هؤلاء بدرجة ملحوظة في الحياة الكندية. وعقب انتهاء الحرب استقبلت كندا كذلك عشرات آلاف من اللاجئين الفيتناميين القادمين على متن القوارب، وأضحوا يشكلون جزءًا فريدًا من المجتمع الكندي.

## البدايات
ظلت كندا طرفًا محايدًا في الحرب الهندوصينية الأولى التي دارت بين فرنسا والأحزاب الهندوصينية القومية والشيوعية، ولكنها قدمت دعمًا دبلوماسيًا واقتصاديًا متواضعًا للفرنسيين. كانت كندا رغم ذلك عضوًا في لجنة المراقبة الدولية (التي ضمت الهند وبولندا كذلك) التي أشرفت على مؤتمر جنيف 1954 الذي قسم فيتنام واشترط انسحاب فرنسا وعزم على عقد انتخابات لإعادة توحيد فيتنام في عام 1956. ومن وراء الكواليس، حاول الدبلوماسيون الكنديون تثبيط فرنسا والولايات المتحدة عن تصعيد النزاع في أحد أركان العالم الذي لم يكن له أهمية إستراتيجية من منظور كندا.
وضعت كندا ستة شروط لازمة لانضمامها للحرب أو أحد التحالفات الآسيوية مثل سياتو:
1. لا بد من أي يضم الحلف علاقات ثقافية وتجارية فضلًا عن الحلف العسكري.
2. لا بد من أن يعكس رغبة شعوب البلدان المشاركة.
3. لا بد من أن توافق عليه البلدان الآسيوية الأخرى مباشرةً أو من حيث المبدأ.
4. يجب على فرنسا أن تدع حل النزاع للأمم المتحدة.
5. يجب أن يمتثل أي فعل متعدد الأطراف إلى ميثاق الأمم المتحدة.
6. لا بد أن يخلو أي فعل من مظاهر الاستعمار.

أكدت تلك الشروط فعليًا أن كندا لن تشارك في حرب فيتنام.

## دور كندا في الحرب

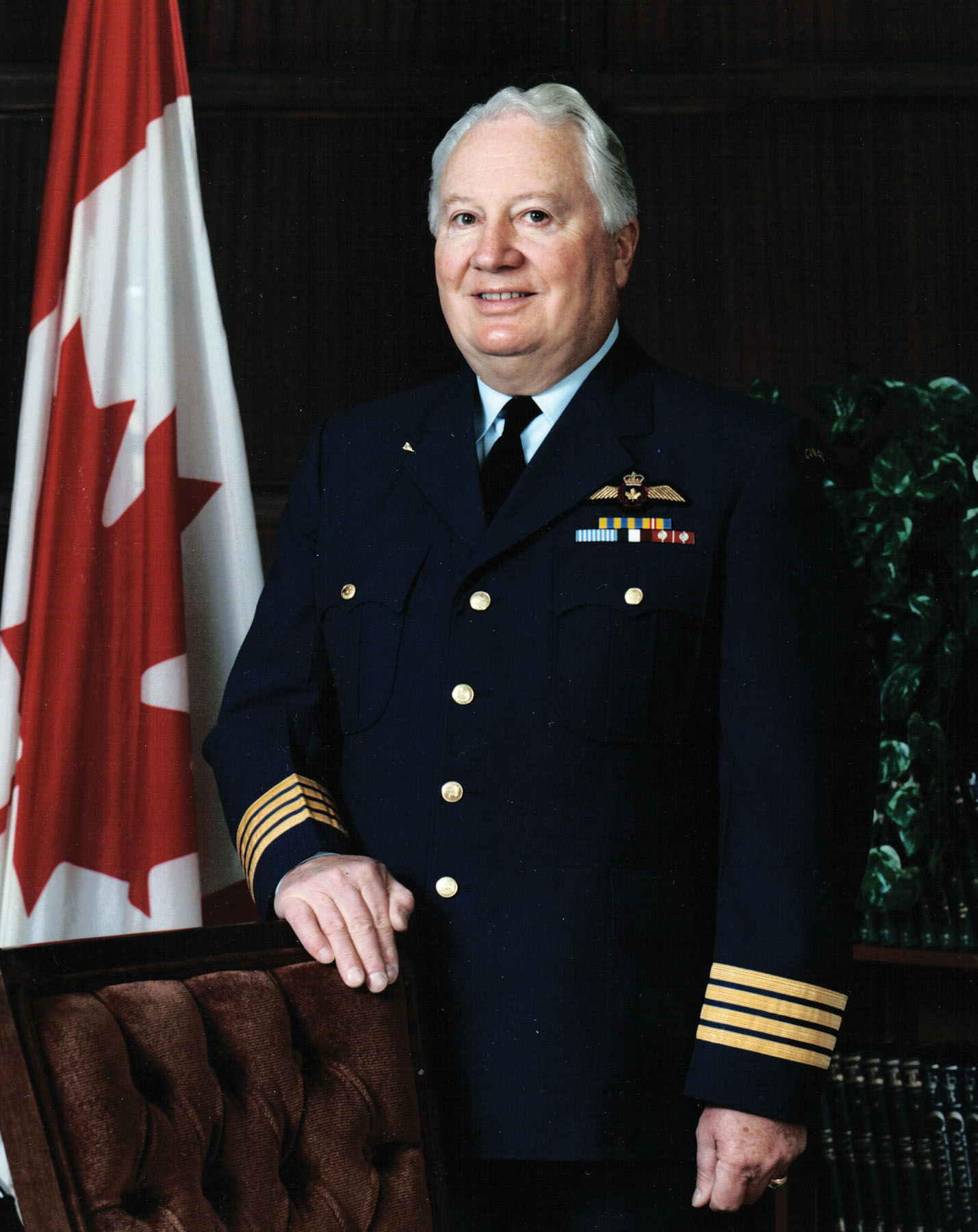
كان العقيد لورن رودنبوش أحد ممثلي كندا في لجنة المراقبة الدولية في فيتنام من 1967 إلى 1968

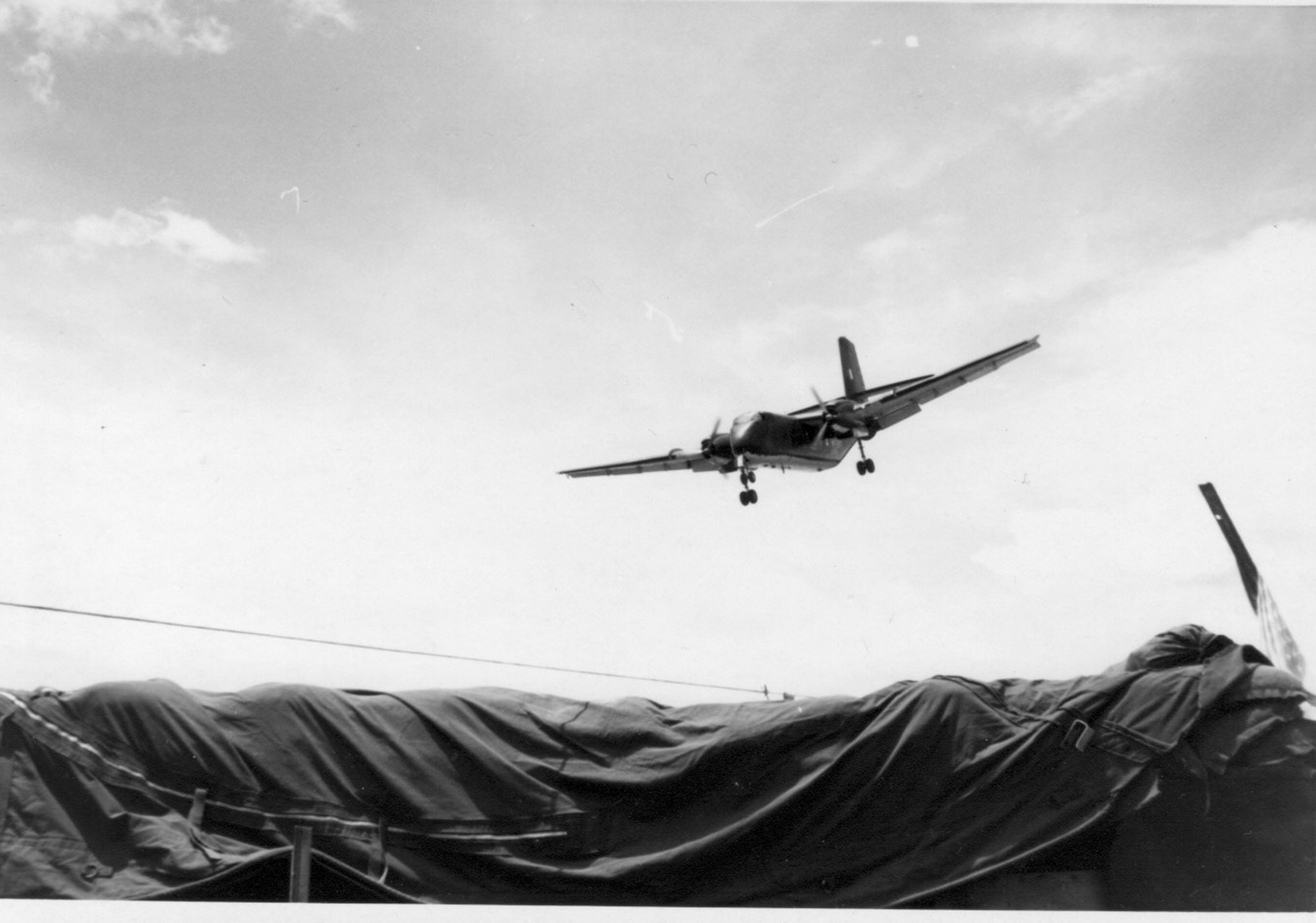
طائرة نقل كندية من طراز دي إتش سي 4 كاريبو على وشك النزول في حرب فيتنام، في عام 1971.

في بداية الحرب، كانت كندا عضوًا في لجنة المراقبة الدولية المشرفة على تنفيذ اتفاقيات جنيفا، ولذا حاولت أن تحافظ على موقفها الحيادي. ورغم ذلك وقف الدبلوماسيون الكنديون في صف الولايات المتحدة بشدة. حتى أن أحد المفوضين الكنديين، جيمس بلير سيبورن الشقيق الأصغر لروبرت سيبورن، كان مشتركًا في تبادل الرسائل سرًا بين الولايات المتحدة وشمال فيتنام بالنيابة عن الأمريكيين في ظل موافقة الحكومة الكندية. بعثت كندا أيضًا مساعدات إنسانية لجنوب فيتنام حسب توجيهات الولايات المتحدة. حاولت كندا كذلك التوسط لحل النزاع بين البلدان المتحاربة بهدف الوصول لنتيجة تسمح للولايات المتحدة أن تنسحب من النزاع انسحابًا شريفًا، ولكنها في ذات الوقت انتقدت علنًا أساليب الحرب الأمريكية نقدًا متواضعًا حسب الإفادات. كشف خطاب رئيس الوزراء الكندي لستر بيرسون زيف الشائعة الأخيرة في جامعة تمبل في فيلادلفيا عام 1965، وأضاف بيرسون أن الحكومة والغالبية العظمى من الشعب الكندي تؤيد جهود الولايات المتحدة والسياسات التي تهدف لحفظ السلام في فيتنام تأييدًا خالصًا.
وفي ذات الوقت صدّرت الصناعات الكندية معدات عسكرية والمواد الخام المستخدمة في صناعتها، مثل الذخائر والنابالم والعامل البرتقالي، إلى الولايات المتحدة، واستمرت حركة التجارة بين البلدين كما كانت دون انقطاع.
باعت 500 شركة كندية معدات حرب بقيمة 2.5 مليار دولار (تشمل الذخائر والنابالم ومحركات الطائرات والمفرقعات) للبنتاغون. صدرت كندا كذلك أغذية ومشروبات وخوذ وأحذية بقيمة 10 مليارات دولار للجنود الأمريكيين، إلى جانب النيكل، والرصاص، والنحاس الأصفر المستخدم في صناعة الرصاصات الفارغة، والأسلاك، والدروع المصفحة، ووسائل النقل العسكرية. وبفضل ذلك هبطت البطالة في كندا إلى مستوى قياسي مقداره 3.9%.
رغم أن تلك البضائع كانت مبيعات من الشركات الكندية وليست هدايا، فقد أفادت جهود الجيش الأمريكي على أي حال. قدم لستر بيرسون أول إجابة رسمية من الحكومة الكندية بشأن الدعم الاقتصادي للولايات المتحدة في 10 مارس 1967 مبينًا أن البضائع الصادرة لحليف كندا في الجنوب «ضرورية ومنطقية» نظرًا للاندماج الاقتصادي التام بين البلدين، وأن حظر التعامل الاقتصادي مع الولايات المتحدة يعني الانسحاب من اتفاقيات دفاع أمريكا الشمالية.
تدهورت العلاقات الأمريكية الكندية مع تفاقم الحرب. وفي 2 أبريل 1965 ألقى بيرسون خطابًا في جامعة تمبل في الولايات المتحدة نادى فيه بوقف القصف على شمال فيتنام مع تأكيد دعمه لسياسات الولايات المتحدة. ويُحكى أن الرئيس الأمريكي ليندون جونسون غضب بشدة عند سماعه بأمر هذا الخطاب، وأمسك رئيس الوزراء الكندي من ياقته وظل يصيح فيه بغضب لمدة ساعة. ورغم ذلك تمكن الرجلان من إيجاد طريقة لحل الخلافات بينهما، وتقابلا بعدها عدة مرات أخرى منها مرتان في كندا.

## معارضي الحرب الأمريكيون في كندا

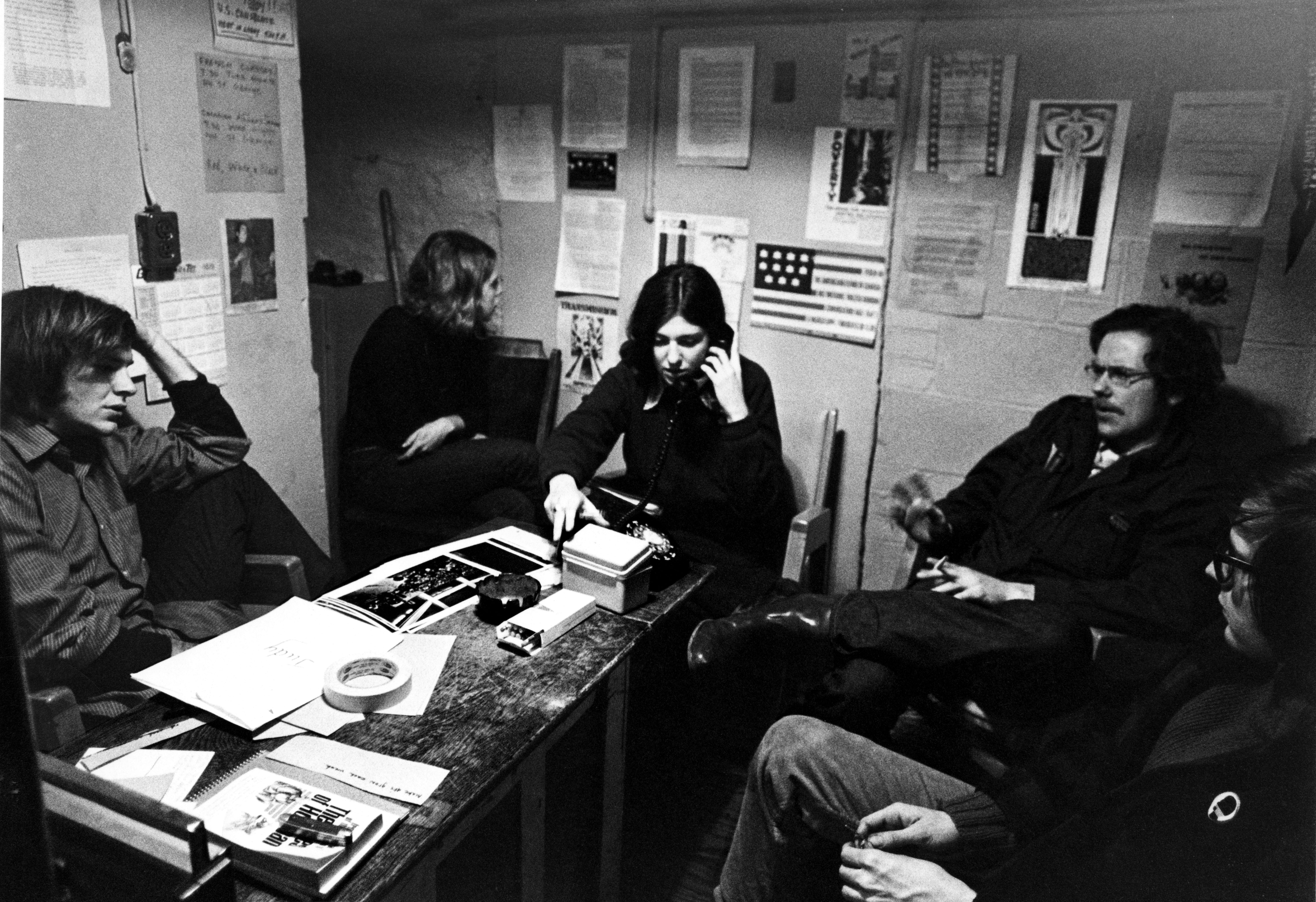
مارك ساتين (على اليسار) وهو يقدم المشورة للأمريكيين المتهربين من حرب فيتنام في مكتب برنامج معارضة التجنيد الإجباري في تورونتو عام 1967.

أثار المتهربون الأمريكيون من التجنيد الإجباري (يُشار إليهم في بعض الأحيان بالمراوغين بغرض التحقير) والهاربين من الخدمة العسكرية الذين لجأوا إلى كندا في حرب فيتنام الجدل بين أولئك الذين حاولوا الهجرة إلى كندا بسبب رفض الحكومة الكندية استقبال أولئك الذين لا يحملون دليلًا على تسريحهم من الخدمة العسكرية الأمريكية. لكن الوضع تغير في عام 1968. وفي 22 مايو 1969 أعلنت أوتاوا أن مسؤولي الهجرة لن يسألوا عن وضع المتقدمين العسكري في حال قدومهم للحدود طلبًا للإقامة الدائمة في كندا. وطبقًا لفاليري نولز، كان المتهربون من التجنيد معظمهم من أبناء الطبقة الوسطى المتعلمين الذين لم يعد بإمكانهم إرجاء الالتحاق بنظام الخدمة الانتقائية. أما الهاربين من الخدمة فكان معظمهم من أبناء الطبقة الدنيا والطبقة العاملة الذين التحقوا بالخدمة العسكرية طوعًا أو كرهًا عقب تخرجهم في المدرسة الثانوية مباشرةً.
اعتبارًا من عام 1965 أضحت كندا ملاذًا للمتهربين من التجنيد والهاربين من الخدمة العسكرية الأمريكية. ونظرًا لأنهم كانوا يلتمسون الهجرة ولم تصنفهم الحكومة الكندية ضمن اللاجئين، ليس ثمة تقدير رسمي لأعداد المتهربين والهاربين الذين استقبلتهم الحكومة الكندية في حرب فيتنام. قدرت إحدى الإحصائيات عدد هؤلاء الناس بنحو 30,000 إلى 40,000 فرد. وبغض النظر عن صحة تلك الأرقام، لا شك أن الهجرة من الولايات المتحدة إلى كندا ظلت مرتفعة طيلة الوقت الذي شاركت فيه الولايات المتحدة في الحرب. وفي عامي 1971 و1972 كان عدد المهاجرين الأمريكيين إلى كندا أكبر من أي دولة أخرى.